# Coupe de Yougoslavie de basket-ball
La coupe de Yougoslavie de basket-ball est une compétition nationale de basket-ball qui s’est disputée de 1959 à 2002.

## Palmarès

### Masculin
- 1959 : ŽKK Ljubljana
- 1960 : OKK Belgrade
- 1961 : non organisé
- 1962 : OKK Belgrade
- 1963 à 1968 : non organisé
- 1968-1969 : Cibona Zagreb
- 1969-1970 : KK Zadar
- 1970-1971 : Étoile rouge de Belgrade
- 1971-1972 : Jugoplastika Split
- 1972-1973 : Étoile rouge de Belgrade
- 1973-1974 : Jugoplastika Split
- 1974-1975 : Étoile rouge de Belgrade
- 1975-1976 : KK Radnički Belgrade
- 1976-1977 : Jugoplastika Split
- 1977-1978 : KK Bosna
- 1978-1979 : KK Partizan Belgrade
- 1979-1980 : Cibona Zagreb
- 1980-1981 : Cibona Zagreb
- 1981-1982 : Cibona Zagreb
- 1982-1983 : Cibona Zagreb
- 1983-1984 : Bosna Sarajevo
- 1984-1985 : Cibona Zagreb
- 1985-1986 : Cibona Zagreb
- 1986-1987 : KK Atlas Belgrade
- 1987-1988 : Cibona Zagreb
- 1988-1989 : KK Partizan Belgrade
- 1989-1990 : Jugoplastika Split
- 1990-1991 : KK Pop 84
- 1991-1992 : KK Partizan Belgrade
- 1992-1993 : OKK Belgrade
- 1993-1994 : KK Partizan Belgrade
- 1994-1995 : KK Partizan Belgrade
- 1995-1996 : KK Budućnost Podgorica
- 1996-1997 : KK Železnik
- 1997-1998 : KK Budućnost Podgorica
- 1998-1999 : KK Partizan Belgrade
- 1999-2000 : KK Partizan Belgrade
- 2000-2001 : KK Budućnost Podgorica
- 2001-2002 : KK Partizan Belgrade